# Emmanuil Saweljewitsch Geller
Emmanuil Saweljewitsch Geller (russisch Эммануил Савельевич Геллер; geb. Chawkin, russisch Хавкин; * 9. August 1898 in Jekaterinoslaw, Russisches Kaiserreich; † 6. Mai 1990 in Moskau) war ein sowjetischer Schauspieler und Synchronsprecher.

## Biografie

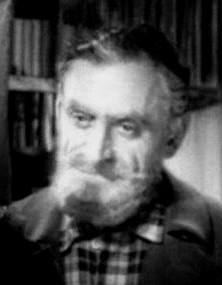
Emmanuil Geller in Das Leben eines großen Forschers (1947)

Emmanuil Geller, dessen Familienname eigentlich Chawkin lautete, war Sohn einer Angestelltenfamilie. Nach dem Abitur im Jahr 1917 wurde er zum Militär verpflichtet und diente ab 1918 in der Roten Armee. Es folgten für eine Saison Auftritte im Jekaterinoslawer Satiretheater, das kurz nach seiner Entstehung von der Roten Armee übernommen wurde. Der junge Nachwuchsdarsteller trat zunächst als Schauspieler und Sänger für die Soldaten auf, ehe er 1921 nach Moskau delegiert und dort bis 1925 zum professionellen Akteur ausgebildet wurde. Anschließend trat er beim Theater Синяя блуза (Sinjaja blusa, 1925–1927), dem Satiretheater (1927–1929), dem Revuetheater (1929–1931) und der Moskauer Music Hall (1932–1936) auf. Während dieser Zeit nahm Chawkin den Künstlernamen Geller an.
Mit einer kleinen Nebenrolle als Matrose in Изящная жизнь (Isjaschtschnaja schisn) gab Geller 1932 sein Filmdebüt. 1941 wurde der dunkelhaarige Mime nach Taschkent evakuiert und nahm dort seine Bühnenengagements wieder auf. 1944 kehrte er nach Moskau zurück und schloss sich dem Sojusdetfilmstudio an. Ab Juli 1945 trat er außerdem beim Moskauer Staatstheater der Kinodarsteller auf und verblieb dort bis zum Renteneintritt im April 1964. Vor die Kamera trat er aber weiterhin und nahm bis 1990 an mehr als 120 Kino- und Fernsehproduktionen teil. Geller erlangte, obwohl nie einen Hauptcharakter spielend, durch die Rollenanzahl und sein humoristisches Talent große Bekanntheit. Obwohl er auf exzentrische Typen spezialisiert war, deckt seine Filmografie die verschiedensten Genre ab. Als einer seiner wichtigsten Auftritte gilt der als Kapellmeister in dem preisgekrönten Werk Венок сонетов (Wenok sonetow, 1977) nach einem Roman von Wiktor Muratow.
Über Jahre hinweg war Geller auch als Synchronsprecher an den russischsprachigen Versionen mehrerer Produktionen beteiligt. Für den Abenteuerfilm Чёртова дюжина (Tschjortowa djuschina, 1973) war er sowohl als Schauspieler wie auch als Sprecher aktiv.
1974 wurde ihm der Titel Verdienter Künstler der RSFSR verliehen.
Geller war mit Olga Aleksejewna Solowjowa (* 1909) verheiratet. Er starb 91-jährig, seine Urne wird in einem der Kolumbarien des Donskoi-Friedhofs verwahrt.

## Theaterarbeit (Auswahl)

### Moskauer Satiretheater
- Москва с точки зрения (Moskwa s totschki srenija) – von Wiktor Tipot und Nikolai Erdman
- Мишка, верти! (Mischka, werti!) – von Wiktor Tipot und Dawid Gutman
- 114-я статья (114-ja statja) – von Wiktor Ardow und Lew Nikulin

### Moskauer Music Hall
- Под куполом цирка (Pod kupolom zirka) – von Isaak Dunajewski
- Don Rodrigo – von Alberto Ginastera

### Moskauer Staatstheater der Kinodarsteller
- Die Insel des Friedens (Ostrow mira) – von Jewgeni Katajew
- Angelo – von Victor Hugo
- Mädchen ohne Mitgift (Bespridanniza) – von Alexander Ostrowski
- Flattergeist (Poprygunja) – von Anton Tschechow

## Filmografie

### Darsteller (Auswahl)
- 1934: Lustige Burschen (Wesjolyje rebjata)
- 1936: Цирк (Zirk)
- 1938: Wolga, Wolga
- 1938: Доктор Айболит (Doktor Aibolit)
- 1941: Танкер «Дербент» (Tanker „Derbent“)
- 1943: Nasreddin in Buchara (Nasreddin w Buchare)
- 1945: Vier Herzen (Serdza tschetyrjoch)
- 1945: Der unsterbliche Kaschtschai (Kaschtschai Bessmertny)
- 1946: Wolfsblut (Bely Klyk)
- 1946: Admiral Nachimow
- 1947: Der Weg zum K.O. (Perwaja pertschatka)
- 1947: Das Leben eines großen Forschers (Miklucho-Maklai)
- 1948: Es begann im blauen Expreß (Pojesd idjot na wostok)
- 1949: Сталинградская битва (Stalingradskaja bitwa)
- 1950: Das Feuer von Baku (Ogni Baku)
- 1952: Sadkos Abenteuer (Sadko)
- 1953: Der Junge vom Sklavenschiff (Maximka)
- 1953: Schiffe stürmen Bastionen (Korawli schtyrmujut bastiony)
- 1953: Segel im Sturm (Admiral Uschakow)
- 1953: Feindlicher Wirbelwind (Wichri wraschdebnyje)
- 1954: Feuertaufe (Schkola muschestwa)
- 1955: Die Entscheidung von Buchara (Kruschenije emirata)
- 1956: Dragozenny podarok
- 1957: Ein Dichter (Poet)
- 1958: Der Idiot (Идиот/Idiot)
- 1960: Das blutige Schwert (Koroglu)
- 1961: Das Duell (Duel)
- 1961: Das purpurrote Segel (Alyje parussa)
- 1963: Ohne Furcht und Tadel (Bes stracha i uprjoka)
- 1964: Grünes Licht (Seljonye ogonjok)
- 1964/68: Фитиль (Fitil) (Fernsehreihe, Folgen 23, 34 und 68)
- 1965: Operation „Y“ und andere Abenteuer Schuriks (Operazija „Y“ i drugije prikljutschenija Schurika)
- 1966: Aljoschas Jagd (Aljoschkina ochota)
- 1966: Auf Wiedersehen, Jungs (Do swidanija, maltschiki)
- 1967: Entführung im Kaukasus (Kawkasskaja plenniza, ili Nowyje prikljutschenija Schurika)
- 1967: Aladins Wunderlampe (Wolschebnaja lampa Aladdina)
- 1968: Die neuen Abenteuer der geheimnisvollen Rächer (Nowye prikljutschenija neulowimych)
- 1971: Sterne verlöschen nicht (Swesdy ne gasnjut)
- 1971: Des Teufels Dutzend (Tschertowa djuschina)
- 1973: Der unverbesserliche Lügner (Neisprawimy lgun)
- 1977: 12 стульев (12 stuljew) (Fernsehvierteiler)
- 1982: Принцесса цирка (Prinzessa zirka)
- 1984: Der unsichtbare Mensch (Tschelowek-newidimka)

### Synchronsprecher
- 1939: Gullivers Reisen (Gulliver’s Travels)
- 1955: Gasparone – für Karl Skraup
- 1956: Der Hauptmann von Köpenick
- 1958: Tolanici (Animationskurzfilm)
- 1957: Kichigai buraku
- 1959: Občan Brych – für Hans Hardt-Hardtloff
- 1958: Klotz am Bein – für Harry Gillmann
- 1958: Sindbads siebente Reise – für Alfred Brown
- 1959: Lao bing xin zhuan – für Xinghuo Zhong
- 1959: Traumlose Jahre (Álmatlan évek) – für Oszkár Ascher
- 1961: April (Kwiecień) – für Tadeusz Kondrat
- 1961: Glachis naambobi – für Akaki Kwantaliani
- 1962: Práče – für Oldřich Musil
- 1964: Əhməd haradadır?
- 1964: Fahrradbändiger (Jalgrattataltsutajad)
- 1964: Невероятна история (Newerojatna istorija)
- 1973: Чёртова дюжина (Tschjortowa djuschina)
- 1985: Второй раз в Крыму (Wtoroi ras w Krymu)